# Tonny Aabo
Tonny Aabo Sørensen (4. april 1954 i Vorup – 8. maj 2018) var en dansk sanger, sangskriver og musiker. Tonny Aabo markerede sig især indenfor dansktop og country. Han har skrevet flere hundrede sange, som han dels selv har indspillet, dels fået andre til at indspille. Blandt hans hits er "Stegt flæsk med persillesovs", som Jimi & René havde et hit med. Mellem andre kunstnere, der har sunget hans sange, finder man Kandis, Lis & Per, Bjørn & Okay, Klaus & Servants.

## Diskografi
- Den gamle mand (1988)
- Nikotin Nikkenej (1989)
- Ta'r jeg fejl (1991)
- Henderson Road (1993)
- Toppen af Tonny (1996)
- 10 år i lagunen (1999)
- Tuesday Night in Nashville (2003)
- 10 kilo for tung (2005)